# Diáspora afgana
Diáspora afgana o inmigrantes afganos son ciudadanos de Afganistán que han emigrado a otros países, o personas de origen afgano que son nacido fuera de Afganistán. Tradicionalmente, las fronteras entre Afganistán y sus países vecinos del sur y del este  han sido fluidas. Al igual que otras naciones que fueron creadas por imperios europeos, las fronteras de Afganistán con los países vecinos a menudo no siguen las divisiones étnicas, y se encuentran varios grupos étnicos nativos en ambos lados de la frontera de Afganistán. Esto significa que históricamente hubo mucho movimiento a través de las barreras actuales.
Después de la invasión soviética de Afganistán de 1979, millones de refugiados huyeron principalmente a los países vecinos Pakistán e Irán. Algunos refugiados afganos rurales comenzaron a regresar a su tierra natal a partir de abril de 1992, comenzó una gran guerra civil después de que los mujahideen asumieron el control de Kabul tras derrocar al gobierno comunista y la otra como Kandahar, Herat o Jalalabad entre otras. Como consecuencia, los afganos huyeron nuevamente a los países vecinos. Las minorías étnicas, como Sij afganos y  Hindúes, a menudo huyeron a India
Desde marzo de 2002, la mayoría de los refugiados afganos han sido  repatriados a Afganistán con la ayuda de ACNUR. Around 1.3 million still remain in Pakistán, while 2.5 million are in Iran. Several countries that were part of International Security Assistance Force (ISAF) have granted permanent residency to smaller number of Afghans that worked with their respective forces. Afghan natives now reside in at least 78 countries around the world.
Algunos afganos que regresan de Pakistán a menudo se quejan de que "han sido golpeados y abofeteados y les dijeron que ya nadie en Pakistán los quiere". Still, many refugees regard Pakistán as their home. Los retornados de Irán experimentan castigos similares o peores. Varios retornados a Afganistán realizan nuevos viajes a la Unión Europea para solicitar asilo allí. Para cumplir con Convención contra la tortura y otros tratos o penas crueles, inhumanas o degradantes, el gobierno pakistaní acordó que ningún refugiado afgano sería expulsado de su país por la fuerza. Según un nuevo acuerdo entre Afganistán, Pakistán y la ACNUR, a los Afganos en Pakistán se les permitió permanecer oficialmente hasta fines de 2017. En junio de 2019, el gabinete de Pakistán decidió extender las tarjetas de Prueba de Registro de los refugiados afganos hasta el 30 de junio de 2020. A los Afganos en Irán también se les ha dado más tiempo.